# Immanuel Velikovsky
Immanuel Velikovsky, född 10 juni 1895 i Vitebsk i Ryska riket (nuvarande Belarus), död 17 november 1979 i Princeton, USA, var en rysk-amerikansk författare till flera kontroversiella böcker om jordens tidiga historia. I dessa tolkade han myter och bibelberättelser som faktiska skildringar av jordens och solsystemets historia. Böckerna fick en stor läsekrets och kommer fortfarande ut i nya upplagor, men de har blivit häftigt kritiserade av vetenskapssamhället.

## Biografi
Velikovsky föddes i den vitryska staden Vitebsk 1895 som son till judiska föräldrar. Efter studier i medicin vid universiteten i Edinburgh, Charkiv och Moskva verkade han som läkare i Brittiska Palestinamandatet. Han studerade psykoanalys i Zürich och Wien innan han 1939 flyttade till USA med hustru och två barn. Under 1940-talet arbetade han parallellt med två böcker om antikens historia, Worlds in Collision och Ages in Chaos. De gavs ut 1950 respektive 1952.

## Worlds in Collision
Worlds in Collision publicerades 1950 av det ansedda förlaget Macmillan. Velikovsky hävdade i boken att planeten Venus på 1400-talet f.Kr. hade slitits loss från planeten Jupiter och som en komet passerat nära jorden. Som ett resultat ändrades jordens bana liksom jordaxelns lutning. Stora naturkatastrofer följde. Femtiotvå år senare passerades jorden igen, nu med följd att jordens rotation tillfälligt stannade av med nya katastrofer som resultat. Bibelns skildring av uttåget ur Egypten visar spår av dessa händelser, menade Velikovsky (2. Mos. 14:21, 16:13-35, 19:18-19 och Jos. 10:12-13). Planeten Mars bana hade också påverkats av Venus och ca 700 f.Kr. passerade Mars nära jorden, åter med katastrofala följder. Därefter stabiliserades planetbanorna och blev som vi känner dem nu.
Velikovsky tolkade historiska myter från olika delar av världen som skildringar av faktiska katastrofer som drabbat jorden. Han förklarade dem som resultat av händelser i solsystemet. Han var medveten om att förklaringarna stred mot de accepterade naturlagarna, bland annat Newtons mekanik, men skrev i förordet att ”a law is but a deduction from experience and experiment, and therefore laws must conform with historical facts, not fact with laws”.

## Andra böcker av Velikovsky
Velikovsky gav senare ut flera andra böcker där han också ifrågasatte den etablerade historieskrivningen:
- Ages in Chaos (1952) behandlar händelser i Egypten och Palestina under gammaltestamentlig tid. Velikovsky hävdar att den gängse kronologin är felaktig.
- Earth in Upheaval (1955) handlar om världens geologiska historia, hur plötsliga katastrofer lämnat spår.
- Oedipus and Akhnaton (1960) jämför den grekiska myten om Oidipus med den egyptiske faraon Akhenaton.
- Peoples of the Sea (1977) handlar om förhållandet mellan Persien och Egypten under antiken liksom om Alexander den stores erövringar.
- Ramses II and His Time (1978) tar upp Ramses II och Nebukadnessar II.

## ”Velikovsky-affären”
Worlds in Collision blev en stor försäljningsmässig framgång och fick också goda recensioner i flera tidningar, men väckte protester från fysiker, astronomer, arkeologer och andra etablerade forskare. De menade att boken saknade all vetenskaplig trovärdighet, att det handlade om pseudovetenskap. Inför hot från forskare om att bojkotta förlaget, såg sig Macmillan tvingat att överlåta utgivningen till ett annat förlag. Velikovsky försvarades bland annat av samhällsvetare och andra intellektuella som menade att han hade rätt att få sina teorier seriöst prövade. Vissa kritiker hade varit mycket hätska och gått till personangrepp mot Velikovsky, vilket i stället kan ha bidragit till att väcka sympatier för honom. Striden kom från och till att pågå flera decennier. 1974 ordnade det amerikanska vetenskapssamfundet, AAAS, en stor debatt i frågan där bland andra Velikovsky och astronomen Carl Sagan deltog (Sagan skriver om Velikovsky i Broca’s brain, 1979, på svenska 1982).
Även de som kritiserade Velikovsky kunde medge att han var mycket beläst, men samtidigt påpekade de att han plockade sådant ur myterna som kunde stödja hans resonemang och bortsåg från allt det andra. Och omvänt: varför har sådana omvälvande katastrofer satt så få spår i människornas medvetna historia? Velikovsky hänförde detta till en sorts kollektiv glömska, liknande psykoanalysens bortträngning eller kollektiva omedvetna.

## Bengt Anderberg om Velikovsky
Man kunde också läsa böckerna som ett slags skönlitteratur. Den svenske författaren Bengt Anderberg skrev efter Velikovskys död:
”Han var en av de få läsvärda författarna i genren Fantastisk Förhistoria. Det var fräs på hans världsbild och han knusslade inte med konkreta detaljer i beskrivningen av den stjärnsmäll som enligt honom inträffade för 3 500 år sedan och som ligger bakom det mesta och som får många saker att stämma, passa ihop och bli grandiost enkla. [- - -] Allt detta och mycket annat skildrade Velikovsky i stor stil och smyckat med hela lass av frukter från en kolossal beläsenhet i alla möjliga ämnen ...”